# 大津市科学館
大津市科学館（おおつしかがくかん）は、滋賀県大津市膳所本町にある科学館。琵琶湖関係の展示物が多い。

## 概要と沿革
「プラネタリウムによる天文の学習、科学に関する常設展示による学習その他科学の学習の推進に関すること。」を目的とする。プラネタリウムを有する。
青少年の科学教育の振興を図るため、1968年に開催されたびわこ大博覧会のテーマ館であったびわこ館を活用して1970年（昭和45年）10月に開館した。このとき、館内には科学展示室や実験室、図書室が設置された。科学館の開設と同時に、大津市立中央小学校にあった大津市立教育研究所と滋賀会館にあった大津少年センターも科学館のある建物に移転した。滋賀県内では希望ヶ丘の総合教育センターに次ぐ二番目のプラネタリウムが1974年（昭和49年）5月に設置されたが、宇宙開発競争により宇宙への関心が高まっていたことが背景である。
1976年（昭和51年）4月5日には展示物として国鉄C57形蒸気機関車128号機が設置された。128号機は科学館の移転後も引き続き展示されており、旧科学館跡地は遊びの森SL公園となっている。
その後、大津市生涯学習センターの建設に合わせて、科学館は1992年（平成4年）ににおの浜から丸の内町へ移転しリニューアルオープンした。科学館の開設時に移転してきた大津市立教育研究所と大津少年センターも科学館にあわせて移動している。生涯学習センター内に展示ホール、プラネタリウム、天文ドーム、実験室、工作室が設けられた。開館から約20年が経過したことから2012年から2013年にかけて大規模リニューアルが行われ、2012年3月にプラネタリウム、2013年3月に展示ホールがリニューアルオープンした。このとき、プラネタリウムは光学式（電球の光で星と投影する）からデジタル式（ビデオプロジェクターによってドーム全体に映像を投影する）に変更された。
プラネタリウムは、2015年度は約3万3000人の利用があり、日本プラネタリウム協議会による調査では、小規模施設（99席以下）としては観覧者数で西日本1位、全国3位となった。さらに、2017年度では全国2位となった。幅広い客層を意識した上映企画や集客努力が功を奏したとされる。

## 所在地
- 〒520-0814 滋賀県大津市本丸町6-50
  - 滋賀県道102号大津湖岸線に面している。また、膳所城跡公園にほど近い。

## 交通アクセス
- 琵琶湖線（JR西日本）石山駅または大津駅から京阪バス・近江鉄道バスで「膳所公園」下車、徒歩2分。
- 京阪石山坂本線 膳所本町駅から徒歩7分[6]。